# 見目信樹
見目 信樹（けんもく のぶき、1961年 - ）は日本の実業家。元日清製粉グループ本社代表取締役社長。

## 人物
東京都出身。東京都立富士高等学校を経て、1984年一橋大学経済学部を卒業し、日清製粉（現日清製粉グループ本社）に入社。
同社では執行役員、取締役、常務などを歴任。人口減少社会に対応するため同社の最重要課題とされてきた経営の効率化や、海外売上高の増加を、製粉部門で担当し、2015年には日清製粉代表取締役社長に就任。
カナダ子会社への出向や、日清製粉福岡工場への集約化、アメリカ合衆国での製粉工場買収等による生産強化を行った経験等から、2017年からは日清製粉グループ本社代表取締役社長を務め、海外事業強化等にあたる。2022年6月、日清製粉グループ本社代表取締役社長退任。